# Premutos - Der gefallene Engel
Pour plus de détails, voir Fiche technique et Distribution.
Premutos - Der gefallene Engel est un film allemand réalisé par Olaf Ittenbach et sorti en 1997.

## Synopsis
L'histoire commence en Inde en 1023. Au cours d'une bataille, la créature Premutos naît des restes des cadavres.
À Ingolstadt en 1942, le paysan Rudolf tente de ramener sa femme décédée à la vie à l'aide d'un vieux livre. La tentative de résurrection est interrompue brusquement quand un groupe de personnes vient lyncher Rudolf et réduire sa maison en cendre. Mais avant de mourir, il parvient à enterrer son livre et une potion qu'il avait concoctée.
Dans les années 1990, Mathias est un jeune homme avec de nombreux problèmes. Depuis quelques jours, il souffre de terribles hallucinations qui le font se mettre à la place de Premutos, un anti-Dieu, un ange déchu de Lucifer lui-même. Le jour de l'anniversaire du père de Mathias, alors qu'ils creusent un trou pour planter un arbre, ils trouvent un livre qui raconte toute l'histoire de Premutos et quelques bouteilles de potion visqueuse. Mathias, par erreur, boit l'une des potions, devient Premutos et provoque la résurrection massive de tous les morts de la ville.

## Fiche technique
Sauf indication contraire, les informations mentionnées dans cette section peuvent être confirmées par la base de données cinématographiques IMDb,  présente dans la section « Liens externes ».
- Titre original : Premutos - Der gefallene Engel[1].
- Titre espagnol : Premutos, el ángel caído.
- Titres anglais : Premutos: The Fallen Angel ou Premutos: Lord of the Living Dead.
- Réalisateur : Olaf Ittenbach.
- Scénario : Olaf Ittenbach.
- Photographie : Michael B. Müller.
- Montage : Ulf Albert (de).
- Musique : A.G. Striedl.
- Producteur : 	Olaf Ittenbach, Michael B. Müller, Andre Stryi.
- Société de production : IMAS Filmproduktion.
- Pays de production : Allemagne.
- Langue de tournage : allemand.
- Format : Couleurs - 16 mm
- Durée : 106 minutes (1h46)
- Genre : comédie horrifique.
- Dates de sortie :
  - Allemagne : 24 mars 1997 (en salles[2]), 16 novembre 1998 (vidéo[1]) ;
  - Japon : 23 janvier 1999 (vidéo) ;
  - Espagne : 1er octobre 1999 (vidéo).

## Distribution
- Anke Fabre : Edith.
- Ingrid Fischer : Inge.
- Ronald Fuhrmann : Rudolf.
- Susanne Grüter : Sandra.
- Olaf Ittenbach : Mathias.
- Heike Münstermann : Rosina.
- Christopher Stacey : Walter.
- Andre Stryi : Hugo.
- Ella Wellmann : Tanja.

## Production
Le film a été tourné pendant trois ans en 16 mm avec un budget de 200 000 DM.